# 127
127 је била проста година.

## Догађаји
- Конзули Тит Атилије Руф Тицијан и Марко Гавије Клаудије Скила Галикан.
- Завршетак Хадријановог зида у Британији.
- Долазак астронома, математичара, географа и хемичара Клаудија Птоломеја у Александрију, где је живео до 151. године.
- Цар Хадријан се враћа у Рим, после седмогодишњег путовања по римским провинцијама.
- Хадријан, поступајући по савету свог проконзула Азије, Гаја Минисија Фундана, одлучује да хришћани неће бити убијани без суђења.

## Смрти
- Деције Јуније Јувенал, римски песник
- Плутарх, грчки историчар и биограф (рођен 46.)
- Публије Метилије Непот, римски политичар (р. 45. )

- Антиох Сардинијски - светитељ хришћанске цркве, мученик, погубљен.